# Suqian
Suqian (chinesisch 宿遷市 / 宿迁市, Pinyin Sùqiān shì) ist eine bezirksfreie Stadt mit 4.986.192 Einwohnern (Stand: Zensus 2020) und einer Fläche von 8.555 km² in der ostchinesischen Provinz Jiangsu. In dem eigentlichen städtischen Siedlungsgebiet von Suqian leben 1.020.000 Menschen (Stand: Ende 2018).

## Verwaltungsgliederung
Administrativ setzt sich Suqian aus zwei Stadtbezirken und drei Kreisen zusammen. Diese sind:
- Stadtbezirk Sucheng (宿城区), 866 km², 850.000 Einwohner;
- Stadtbezirk Suyu (宿豫区), 1.236 km², 680.000 Einwohner;
- Kreis Shuyang (沭阳县), 2.297 km², 1,76 Mio. Einwohner, Hauptort: Großgemeinde Shucheng (沭城镇);
- Kreis Siyang (泗阳县), 1.213 km², 950.000 Einwohner, Hauptort: Großgemeinde Zhongxing (众兴镇);
- Kreis Sihong (泗洪县), 2.729 km², 980.000 Einwohner, Hauptort: Großgemeinde Qingyang (青阳镇).

## Politik

### Städtepartnerschaften
- Neuwied, Bundesrepublik Deutschland, seit 2015